# Бандырма (баскетбольный клуб)
«Бандырма», известный также как «Тексут Бандырма» — турецкий профессиональный баскетбольный клуб, расположенный в городе Бандырма. В 1994—2019 годах клуб назывался «Банвит».

## Сезоны
| Сезон   | Лига | Уровень | Рег.Чемп. | Плей-офф      | Еврокубки                                |
| ------- | ---- | ------- | --------- | ------------- | ---------------------------------------- |
| 2006-07 | ТБЛ  | 1       | 7         | Четвертьфинал | 1-й групповой раунд Еврочелленджа        |
| 2007-08 | ТБЛ  | 1       | 8         | Четвертьфинал | Групповой этап Еврочелленджа             |
| 2008-09 | ТБЛ  | 1       | 12        | -             | 2-й квалификационный раунд Еврочелленджа |
| 2009-10 | ТБЛ  | 1       | 3         | Полуфинал     | 2-й групповой этап Еврочелленджа         |
| 2010-11 | ТБЛ  | 1       | 3         | Полуфинал     | 1-й групповой этап Еврокубка             |
| 2012-13 | ТБЛ  | 1       | 3         | Финал         | Топ-16 Еврокубка                         |

## Достижения
Лига чемпионов ФИБА
- Серебряный призёр: 2016/2017

Чемпионат Турции
- Серебряный призёр: 2012/2013

Кубок Турции
- Обладатель: 2016/2017
- Серебряный призёр (2): 2006/2007, 2012/2013